# 埃德溫·魯琴斯
埃德溫·兰西尔·魯琴斯爵士 OM，KCIE，PRA，FRIBA（Sir Edwin Landseer Lutyens /ˈlʌtjənz/ LUT-yənz，1869年3月29日—1944年1月1日），或譯埃德溫·勒琴斯，是一名20世紀英國建築師，曾任皇家藝術研究院院長。其父以友人——畫家和雕刻家埃德溫·蘭斯命其子之名。他被視為是英國最偉大的建築師之一。
他在新德里的建設中起到了極大的作用，印度门和印度总统府都是他建造的，新德里至今還有一塊地區叫做魯琴斯德里（Lutyens' Delhi）。

## 生平
魯琴斯從1885年到1887年在倫敦南肯辛頓藝術學校（South Kensington School of Art）進修建築學。畢業後，他加入了喬治·歐內斯特（Ernest George）及Harold Ainsworth Peto的建築工作。他在那時認識了赫伯特·貝克爵士。

### 私人業務
魯琴斯於1888年正式開展他個人的業務，而第一項的建築工程是在薩里郡法纳姆Crooksbury建的私人屋宇。在建築工作進行期間，他認識了花園設計師及園藝家。

### 逝世
在魯琴斯晚年時，他曾多次肺炎復發。在1940年代早期，他被診斷患上了癌症。他死於1944年1月1日。他的紀念館，由他的朋友及同事威廉·柯特斯·格蘭（William Curtis Green）設計，現於倫敦聖保羅大教堂的地下室。

## 參看
- 葛楚德·傑克爾
- 園藝歷史
- 新德里
- 蘭尼米德

## 出版物
- Edwin Lutyens & Charles Bressey, The Highway Development Survey, Ministry of Transport, 1937
- Edwin Lutyens & Patrick Abercrombie, A Plan for the City & County of Kingston upon Hull, Brown (London & Hull), 1945.

## 延伸閱讀
- Lutyens Abroad: The Work of Sir Edwin Lutyens Outside the British Isles, edited by Andrew Hopkins and Gavin Stamp. London: British School at Rome, 2002 (paperback, ISBN 0-904152-37-5).
- Petter, Hugh. Lutyens in Italy: The Building of the British School at Rome. London: British School at Rome, 1992 (paperback, ISBN 0-904152-21-9).

## 外部連結
- The Lutyens Trust（页面存档备份，存于）
- Jane Ridley, "Architect for the metropolis", City Journal, Spring 1998（页面存档备份，存于）
- The creations of Sir Edwin Lutyens @ Ward's Book of Days（页面存档备份，存于）